# Dajabón (tỉnh)
Dajabón là một tỉnh của Cộng hòa Dominicana, giáp biên giới với Haiti. Tỉnh lỵ là Dajabón.
Tỉnh này đã được tách ra từ tỉnh Monte Cristi năm 1938, với tên gọi là Libertador cho đến năm 1961.

## Các đô thị và các huyện đô thị

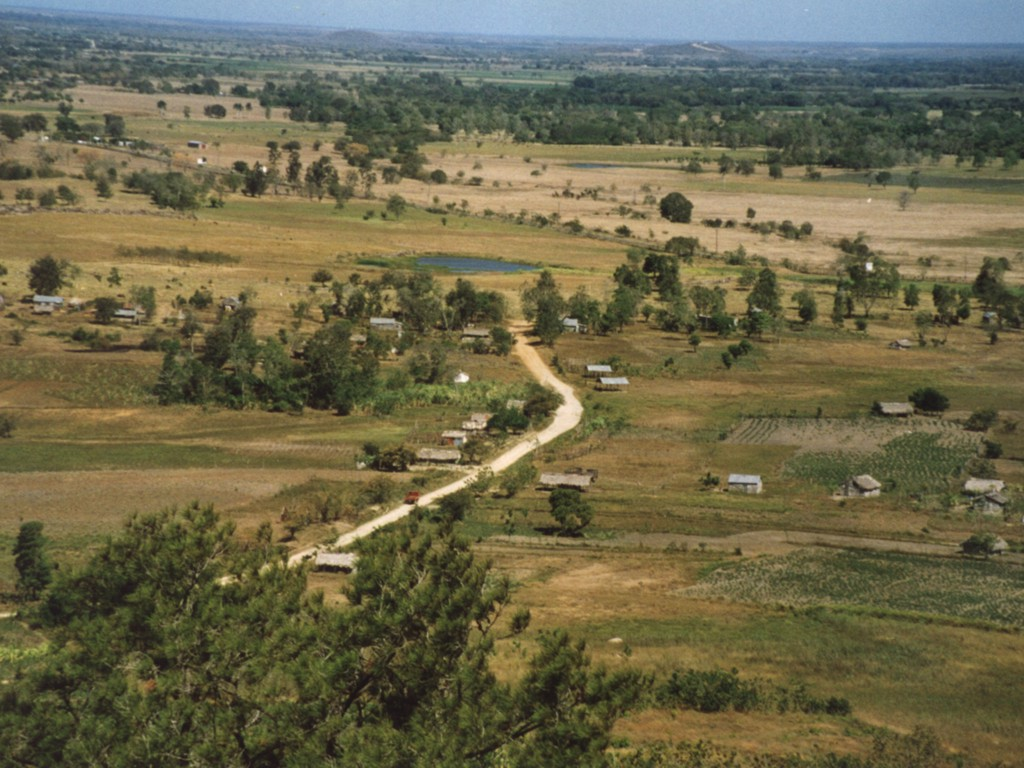
Landscape of Dajabón

Đến thời điểm ngày 20 tháng 10 năm 2006, tỉnh này được chia thành đô thị (municipio) và các huyện đô thị (distrito municipal - D.M.):
| - Dajabón - Cañongo (DM) - El Pino - Manuel Bueno (D.M.) - Loma de Cabrera - Capotillo (DM) - Santiago de la Cruz (D.M.) - Partido - Restauración |